# Oléoduc Bakou-Soupsa

Carte des pipelines partants de Bakou.

L'oléoduc Bakou-Souspa est un oléoduc de 833 kilomètres reliant Bakou en Azerbaïdjan à Soupsa en Géorgie. Il achemine le pétrole du gisement de Azeri-Chirag-Guneshli depuis avril 1999, avec une capacité de 145 000 barils par jour.
Il est géré par le consortium international Azerbaïjan International Operating Company (AIOC), pour une concession de 30 ans. Il est composé des sociétés britannique BP (34,1 %), qui en est l'opérateur principal, américaines Unocal (10,2 %), ExxonMobil (8 %), Devon Energy (5,6 %), Amerada Hess (2,7 %), russe Lukoil (10 %), azerbaïdjanaise Socar (10 %), norvégienne Statoil (8,6 %), turque TPAO (6,8 %), et japonaise Itochu (Japon, 3,9 %).

## Sources
- (fr) Yasha Haddaji, « Les hydrocarbures dans le Sud-Caucase », Le Courrier des pays de l'Est 3/2004 (n° 1043), p. 12-23.